# ISO 3166-2:GY
ISO 3166-2:GY is een ISO-standaard met betrekking tot de zogenaamde geocodes. Het is een subset van de ISO 3166-2 tabel, die specifiek betrekking heeft op Guyana.
De gegevens werden tot op 6 november 2018 geüpdatet op het ISO Online Browsing Platform (OBP). Hier worden 10 regio’s - region (en) / région (fr) – gedefinieerd.

## Codes
| Code  | Naam                            |
| ----- | ------------------------------- |
| GY-BA | Barima-Waini                    |
| GY-CU | Cuyuni-Mazaruni                 |
| GY-DE | Demerara-Mahaica                |
| GY-EB | East Berbice-Corentyne          |
| GY-ES | Essequibo Islands-West Demerara |
| GY-MA | Mahaica-Berbice                 |
| GY-PM | Pomeroon-Supenaam               |
| GY-PT | Potaro-Siparuni                 |
| GY-UD | Upper Demerara-Berbice          |
| GY-UT | Upper Takutu-Upper Essequibo    |